# Sportine Aviacija LAK-20
Dimensions
Le LAK-20 est un planeur biplace de classe Open produit par Sportinė Aviacija.

## Versions
LAK-20T
Version avec un turbo de 22 kW (30 hp), moteur rétractable bicylindre 2 temps à refroidissement à air.Solo 2350C.
LAK-20M
Version avec un système rétractable pour un décollage autonome, un moteur bicylindre 2 temps à refroidissement liquide de 64hp Solo 2625 02.